# Alexandre Costa (ambientalista)
Alexandre Araújo Costa é um físico, professor e ambientalista brasileiro.
Tem graduação e mestrado em Física pela Universidade Federal do Ceará, doutorado em Ciências Atmosféricas pela Universidade do Estado do Colorado, e pós-doutorado na Universidade Yale. Membro do Painel Brasileiro de Mudanças Climáticas, foi um dos autores principais do 1º Relatório do PBMC, um estudo pioneiro em seu âmbito. Foi gerente do Departamento de Meteorologia e Oceanografia da Fundação Cearense de Meteorologia e Recursos Hídricos. É professor titular da Universidade Estadual do Ceará. Tem grande bibliografia publicada em revistas, congressos e eventos científicos.
Tem se destacado como ativista climático e ambientalista, defendendo a credibilidade da ciência, divulgando informação relevante para o grande público através de palestras e na imprensa, combatendo o negacionismo climático, e lutando pela implementação de políticas ecologicamente responsáveis. Foi candidato do PSOL à deputação federal, motivado pela falta de resposta da classe política para o problema do aquecimento global.